# Thorius adelos
Espèce
Synonymes
- Nototriton adelos Papenfuss & Wake, 1987
- Cryptotriton adelos (Papenfuss & Wake, 1987)

Statut de conservation UICN

 EN B1ab(iii) : En danger
Thorius adelos est une espèce d'urodèles de la famille des Plethodontidae.

## Répartition
Cette espèce est endémique de l'État d'Oaxaca au Mexique. Elle se rencontre de 1 530 à 2 050 m d'altitude dans la Sierra Juárez et la Sierra Mazateca.

## Étymologie
Le nom spécifique adelos vient du grec adelos, invisible, obscur, en référence à sa couleur sombre et au fait que cette espèce ait été négligée.

## Publication originale
- Papenfuss & Wake, 1987 : Two new species of plethodontid salamanders (genus Nototriton) from Mexico. Acta Zoologica Mexicana, Nuevo Serie, vol. 21, p. 1-16 (texte intégral).